# Halloumi
Halloumi hoặc haloumi (/həˈluːmi/) (tiếng Hy Lạp: Χαλλούμι, tiếng Thổ Nhĩ Kỳ: hellim) là một loại phô mai nửa cứng, không ủ chín được làm từ hỗn hợp sữa dê, sữa cừu và đôi khi cả sữa bò. Món có nhiệt độ nóng chảy cao nên nên dễ dàng chiên hoặc nướng. Đặc tính này khiến món trở thành thứ thay thế thịt phổ biến. Rennet (chủ yếu là đồ chay hoặc vi sinh) được dùng để làm đông sữa trong quá trình sản xuất halloumi, mặc dù không có vi khuẩn lên men nào dùng trong quá trình pha chế.
Halloumi thường gắn liền với đảo Síp. Tại đây, một cộng đồng đa sắc tộc trong nhiều thế kỷ đã tạo nên món này. Món cũng phổ biến khắp Đông Địa Trung Hải. Món ăn trở nên quen thuộc trên khắp Thổ Nhĩ Kỳ sau năm 2000. Đến năm 2013, nhu cầu tại Vương quốc Anh đã vượt qua nhu cầu ở mọi quốc gia châu Âu khác ngoại trừ Síp. Phô mai sữa cừu kiểu halloumi được người Síp sản xuất ở Anh dưới cái tên "Anglum" (tên gọi "halloumi" không bảo hộ).
Halloumi là tên thương mại đã đăng ký tại Hoa Kỳ (thuộc sở hữu của chính phủ Síp) và Vương quốc Anh (thuộc sở hữu của Quỹ Bảo hộ Phô mai Truyền thống của Đảo Síp Tên Halloumi). Món này cũng được bảo hộ như một chỉ dẫn địa lý trong khối EU, tựa như một Chỉ định Xuất xứ được Bảo hộ (PDO), có nghĩa là trong khối EU, chỉ những sản phẩm được sản xuất tại một số vùng nhất định của Síp mới có thể được gọi là "halloumi". Hành động bảo hộ của PDO đối với halloumi đã bị trì hoãn phần lớn do xung đột giữa các nhà sản xuất sữa và nông dân chăn nuôi cừu, dê về việc liệu món phô mai có thể chứa được (và bao nhiêu) sữa bò hay không?

## Tổng quan và chế biến

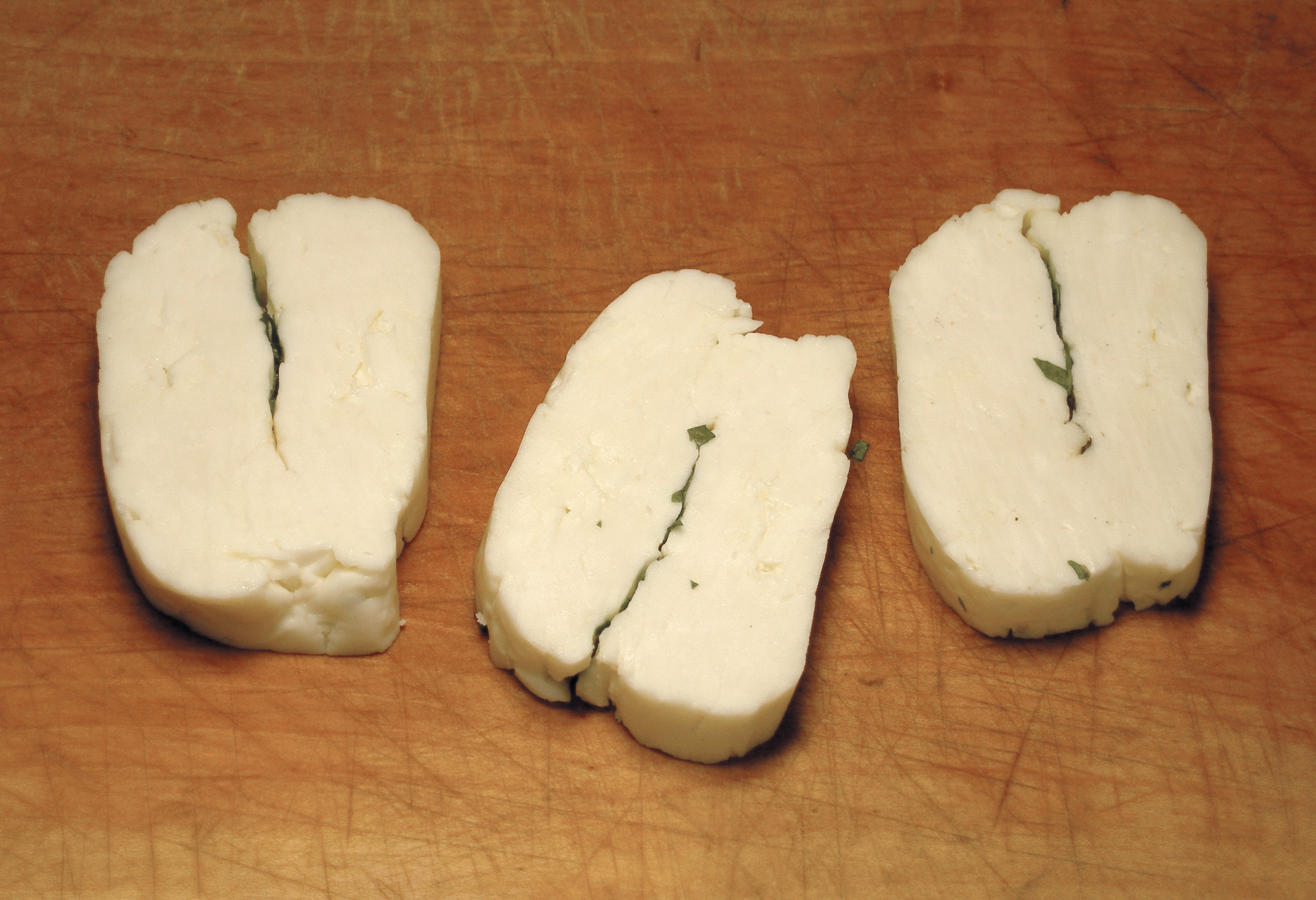
Halloumi tươi, chưa nướng

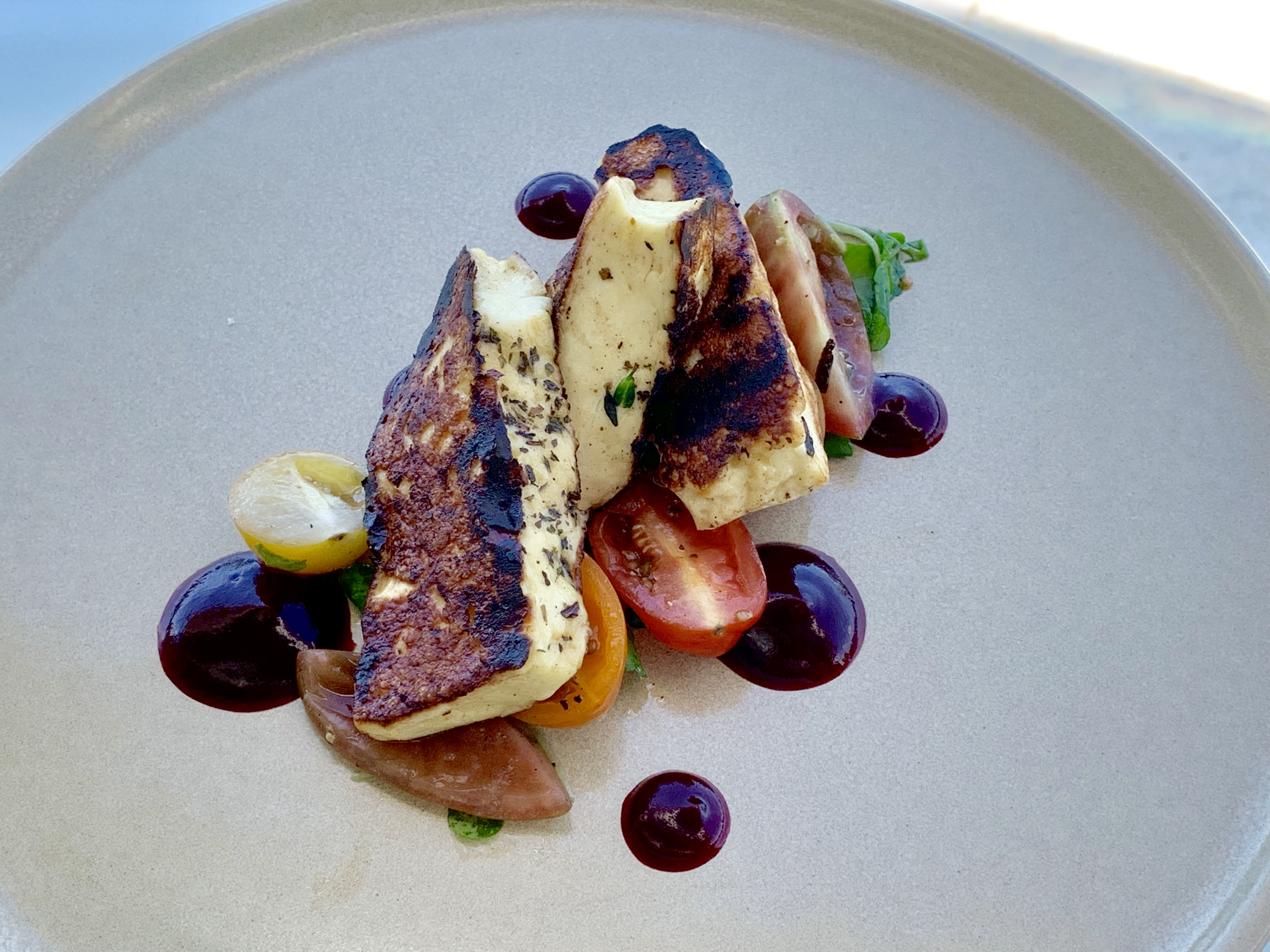
Món haloumi tại khách sạn 5 sao sang trọng

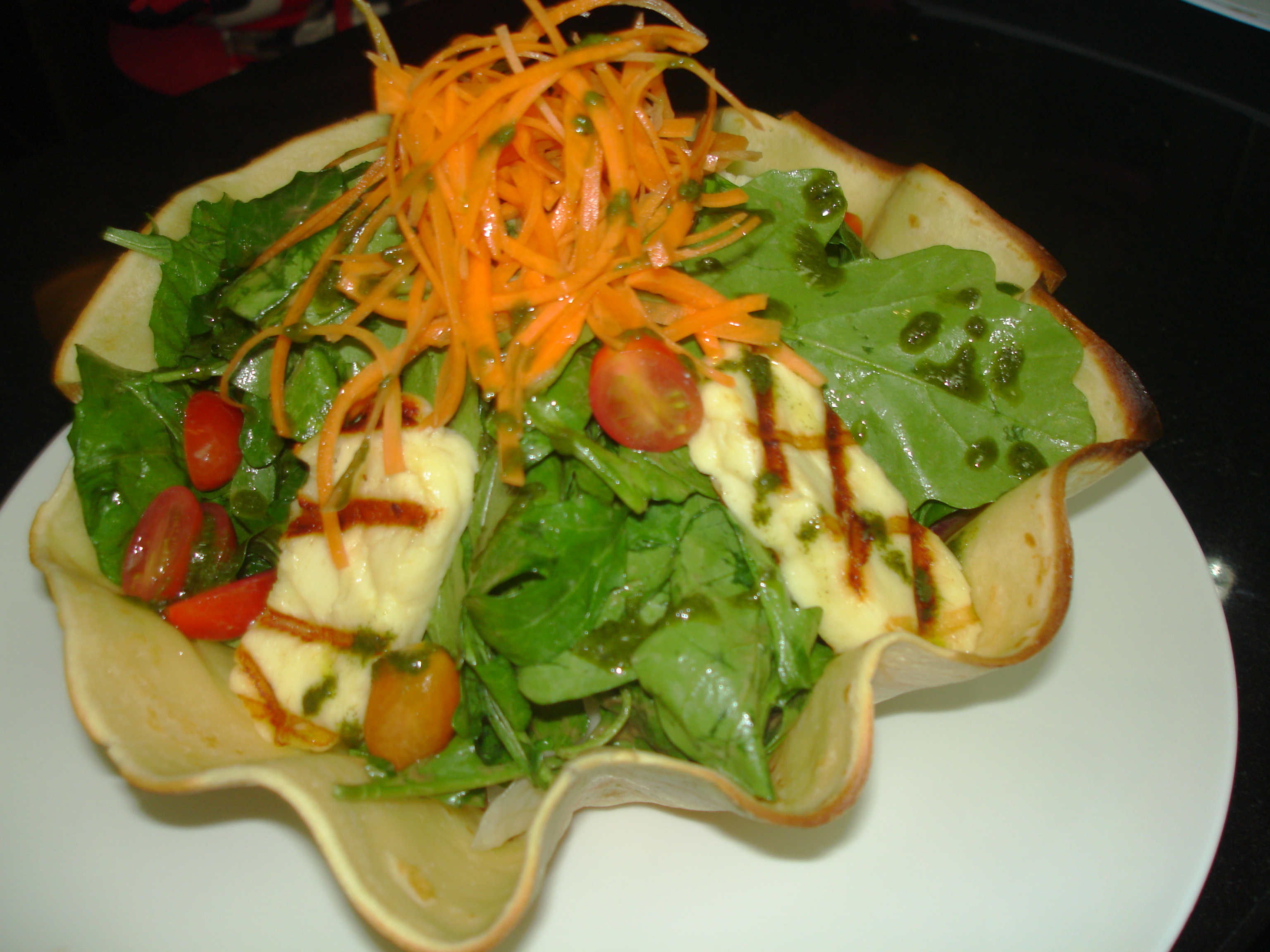
Xà lách trộn với halloumi